# Казарян, Ваган Осипович
Ваган Осипович Казарян (арм. Վահան Օսիպի Ղազարյան; 1918—2002) — советский и армянский  ботаник, специалист в области физиологии растений, доктор биологических наук, профессор, действительный член АН АрмССР (1974; член-корреспондент с 1965). Академик-секретарь Отделения биологических наук АН АрмССР — АН Армении (1970—1994).

## Биография
Родился 14 января 1918 года в селе Хндзореск (ныне в Сюникской области Армении).
С 1936 по 1941 год обучался в Ереванском государственном университете. С 1941 по 1946 год обучался в аспирантуре этого университета. С 1942 года участник Великой Отечественной войны в составе 852-го артиллерийского полка 276-й стрелковой дивизии 44-й армии, в качестве командира взвода штабной батареи, был ранен.  
С 1946 года на научно-исследовательской работе в Институте ботаники АН АрмССР — АН Армении в должностях: с 1946 по 1949 год — заведующий лаборатории физиологии растений, с 1949 по 1988 год — директор этого научного института, и с 1994 по 2002 год — почётный директор этого научного института.
Одновременно с 1970 по 1994 год являлся — академиком-секретарём Отделения биологических наук АН Армянской ССР — АН Армении. С 1974 года помимо основной деятельности являлся — председателем Президиума Армянского общества охраны природы.

### Научно-педагогическая деятельность и вклад в науку
Основная научно-педагогическая деятельность В. О. Казаряна была связана с вопросами в области ботаники и физиологии растений. Занимался исследованиями в области проблем активации жизнедеятельности растений, закономерностей процессов продуктивности и раннего затухания роста низкостебельных лесов, а так же теории старения и  индивидуального развития высших растений. Под руководством В. О. Казаряна были разработаны научные основы озеленения и облесения Армении.
В 1946 году защитил кандидатскую диссертацию, в 1951 году защитил докторскую диссертацию на соискание учёной степени доктор биологических наук по теме: «Стадийность развития и старения однолетних растений». В 1951 году ему присвоено учёное звание профессор. В 1965 году был избран член-корреспондентом, в 1974 году — действительным членом АН АрмССР. Р. О. Авакян было написано более двухсот научных работ, в том числе монографий и научных статей опубликованы в ведущих научных журналах.
Скончался 9 августа 2002 года в Ереване.

## Основные труды
- Стадийность развития и старения однолетних растений / Акад. наук Арм. ССР. Ботан. ин-т. - Ереван : Изд-во Акад. наук Арм. ССР, 1952. - 348 с.
- Физиологические особенности развития двулетних растений: Опыт приложения физиологии развития к получению повторного урожая капусты / Акад. наук Арм. ССР. Ботан. ин-т. - Ереван : Изд-во Акад. наук Арм. ССР, 1954. - 216 с.
- Физиологические основы онтогенеза растений / Акад. наук Арм. ССР. Ботан. ин-т. - Ереван : Изд-во АН Арм. ССР, 1959. - 426 с.
- Старение высших растений. - Москва : Наука, 1969. - 314 с.
- Научные основы облесения и озеленения Армянской ССР / В. О. Казарян, Л. В. Арутюнян, П. А. Хуршудян и др. ; [Ред. и авт. введ. В. О. Казарян] ; АН АрмССР. Ботан. ин-т. - Ереван : Изд-во АН АрмССР, 1974. - 348 с.
- Физиологические аспекты эволюции от древесных к травам / В. О. Казарян; АН Респ. Армения, Ин-т ботаники. - Л. : Наука : Ленингр. отд-ние, 1990. - 350 с. : ISBN 5-02-026652-3[5]

## Награды
- Орден Отечественной войны II степени (30.03.1988)
- Медаль За отвагу (06.11.1947)[6]